# 텔레콤 파리
텔레콤 파리(Télécom Paris)는 프랑스의 그랑제콜이다. 2019년까지 텔레콤 파리테크(Télécom ParisTech)로 불렸으며 국립고등통신학교(École nationale supérieure des télécommunications, ENST) 등으로 불린다. 캠퍼스는 일드프랑스 에손주 팔레조에 있다. 1878년 고등전신학교(École supérieure de télégraphie)로 설립하였다.